# Кларенс Гендісайд
Кларенс Гендісайд (англ. Clarence Handyside; нар. 28 квітня 1854, Монреаль, Квебек, Канада — пом. 20 грудня 1931, Філадельфія, Пенсільванія, США) — американський актор канадського походження.

## Життєпис
Кларенс Окленд Гендійсад (англ. Clarence Auckland Handyside) народився у 1854 році у Монреалі, Квебек, Канада.
Знявся у таких фільмах як «Його фотографія в газетах» (1916), «Святі і грішники» (1916) та «Mice and Men» (1916).
Був одружений з Бланш Шарп, а згодом з Кейт Бейкер.
Помер 20 грудня 1931 року у Філадедьфії, Пенсільвания, США.

## Вибрана фільмографія
- 1916 — Його фотографія в газетах
- 1916 — Святі і грішники